# Панај
Панај (Panay) је острво у Висаји, острвској области у централном делу Филипина. Острво је подељено на 4 провинције: Аклан, Антике, Капиз и Илоило.
Има површину од 12.297,1 km² и 3,42 милиона житеља. Највећи град на острву је Илоило (418.710 становника 2007). 
Главне привредне гране су пољопривреда (пиринач, кокос, банане) и рударство. 